# Saint-Constant (Québec)
Saint-Constant ist eine Stadt im Südwesten der kanadischen Provinz Québec. Sie liegt in der Verwaltungsregion Montérégie, etwa 18 km südlich des Zentrums von Montreal. Saint-Constant ist der Verwaltungssitz der regionalen Grafschaftsgemeinde (municipalité régionale du comté) Roussillon, hat eine Fläche von 57,13 km² und zählt 27.359 Einwohner (Stand: 2016).

## Geographie
Saint-Constant, das zum Gemeindeverband Communauté métropolitaine de Montréal gehört, liegt in der Region Rive-Sud, rund 4 km südlich des Sankt-Lorenz-Stroms in überwiegend flachem Gelände. Nachbargemeinden sind Sainte-Catherine im Norden, Delson im Nordosten, Candiac im Osten, Saint-Mathieu im Südosten, Saint-Rémi im Süden, Saint-Isidore im Südwesten und Kahnawake (ein Reservat der Mohawk) im Westen.

## Geschichte
Die ersten französischen Siedler ließen sich 1725 in der Gegend nieder, die den zentralen Teil der Seigneurie Sault-Saint-Louis umfasste. Im Jahr 1750 wurde die erste Kirche errichtet. Die Gründung der Kirchgemeinde Saint-Constant erfolgte im Jahr 1845. Der Ortsname erinnert an den französischen Offizier Constant Le Marchand de Lignery (1663–1731). Das ausgedehnte Gemeindegebiet verkleinerte sich sukzessive mit der Gründung neuer Gemeinden (Saint-Michel 1854, Delson 1918, Saint-Mathieu 1919). Mit der Eröffnung der Pont Honoré-Mercier im benachbarten Kahnawake verbesserte sich die Erreichbarkeit von Montreal aus schlagartig. Die Bevölkerungszahl stieg ab den 1950er Jahren markant an, so dass Saint-Constant 1973 den Stadtstatus erhielt.

## Bevölkerung
Gemäß der Volkszählung 2011 zählte Saint-Constant 24.980 Einwohner, was einer Bevölkerungsdichte von 436 Einw./km² entspricht. 87,2 % der Bevölkerung gaben Französisch als Hauptsprache an, der Anteil des Englischen betrug 5,0 %. Als zweisprachig (Französisch und Englisch) bezeichneten sich 1,6 %, auf andere Sprachen und Mehrfachantworten entfielen 6,2 %. Ausschließlich Französisch sprachen 50,2 %. Im Jahr 2001 waren 92,8 % der Bevölkerung römisch-katholisch, 2,9 % protestantisch und 2,9 % konfessionslos.

## Sehenswürdigkeiten

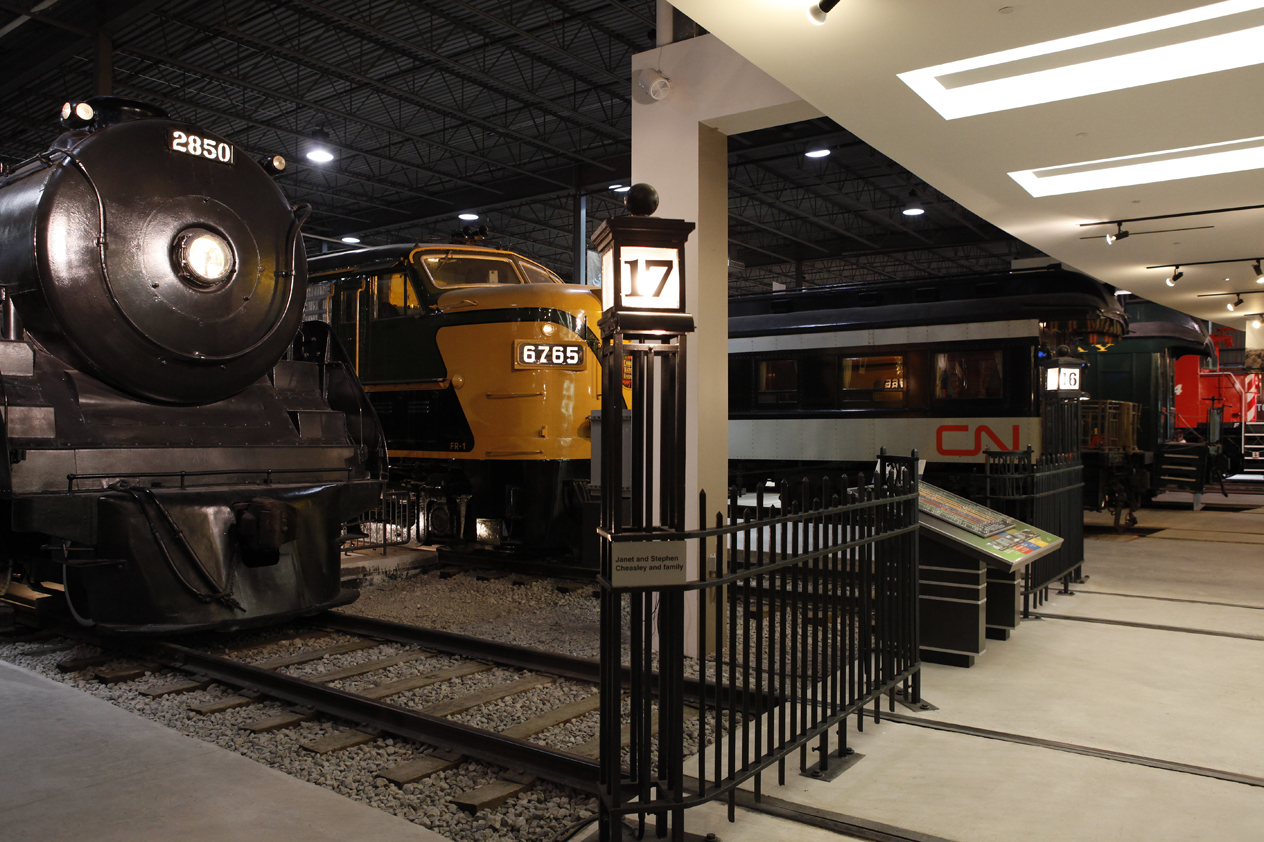
Musée ferroviaire canadien

Das 1961 gegründete Eisenbahnmuseum Musée ferroviaire canadien ist mit ca. 140 Fahrzeugen die größte Sammlung von Eisenbahn- und Straßenbahnfahrzeugen des Landes.

## Verkehr
Südlich der Stadt verläuft die Autoroute 30, eine Autobahn, welche die Agglomeration Montreal weiträumig umfährt. Saint-Constant besitzt einen Bahnhof an einer exo-Vorortseisenbahnlinie, die zum Bahnhof Lucien-L’Allier im Stadtzentrum Montreals führt. Dieselbe Gesellschaft betreibt mehrere Linien in die Nachbargemeinden und nach Montreal.

## Persönlichkeiten
- Gustave Lanctot (1883–1975), Historiker und Archivar